# Greta Walter
Greta Walter, gift Fahlström och Wahlin, född 22 april 1919 i Helsingborg, död 3 augusti 1969 i Landvetters församling i Göteborgs och Bohus län, var en svensk friidrottare (spjutkastning). Hon tävlade för IFK Hälsingborg.